# Winter X Games Europe II
Winter X Games Europe II (ang. 2 Winter X Games Europe) – europejski odpowiednik amerykańskiej edycji zawodów w dyscyplinach freestyle Winter X Games, zawody te odbywały się od 16 do 18 marca 2011 we francuskim Tignes. Zawodnicy rywalizowali w dwóch dyscyplinach: narciarstwie dowolnym i snowboardzie.

## Narciarstwo

### Slopestyle Mężczyzn
| Pozycja | Zawodnik        | Przejazd 1 | Przejazd 2 | Przejazd 3 | Wynik |
| ------- | --------------- | ---------- | ---------- | ---------- | ----- |
|         | JF Houle        | 88.00      | 94.33      | 19.66      | 94.33 |
|         | Andreas Håtveit | 75.00      | 92.33      | 89.33      | 92.33 |
|         | James Woods     | 89.66      | 55.00      | 25.00      | 89.66 |
| 4       | Russell Henshaw | 88.33      | 41.66      | 41.66      | 88.33 |
| 5       | Phil Casabon    | 15.00      | 80.66      | 51.33      | 80.66 |
| 6       | Alex Schlopy    | 32.33      | 77.33      | 38.66      | 77.33 |
| 7       | Gus Kenworthy   | 70.00      | 76.00      | 32.33      | 76.00 |
| 8       | Bobby Brown     | 36.66      | 65.00      | 30.00      | 65.00 |

### Slopestyle Kobiet
| Pozycja | Zawodniczka      | Przejazd 1 | Przejazd 2 | Przejazd 3 | Wynik |
| ------- | ---------------- | ---------- | ---------- | ---------- | ----- |
|         | Kaya Turski      | 20.00      | 89.66      | 92.00      | 92.00 |
|         | Keri Herman      | 85.00      | 41.66      | 89.00      | 89.00 |
|         | Kim Lamarre      | 86.66      | 66.33      | 88.33      | 88.33 |
| 4       | Anna Segal       | 80.00      | 84.00      | 28.33      | 84.00 |
| 5       | Devin Logan      | 83.66      | 10.66      | 0.00       | 83.66 |
| 6       | Ashley Battersby | 76.66      | 23.33      | 76.66      | 76.66 |

### Superpipe Mężczyzn
| Pozycja | Zawodnik            | Przejazd 1 | Przejazd 2 | Przejazd 3 | Wynik |
| ------- | ------------------- | ---------- | ---------- | ---------- | ----- |
|         | Kevin Rolland       | 93.00      | 80.66      | 79.66      | 93.00 |
|         | Justin Dorey        | 90.00      | 48.33      | 88.33      | 90.00 |
|         | Torin Yater-Wallace | 65.00      | 81.66      | 88.00      | 88.00 |
| 4       | Simon Dumont        | 70.00      | 87.00      | 85.33      | 87.00 |
| 5       | Thomas Krief        | 59.33      | 85.00      | 25.00      | 85.00 |
| 6       | Duncan Adams        | 78.66      | 64.66      | 68.66      | 78.66 |
| 7       | Josiah Wells        | 35.00      | 71.66      | 41.66      | 71.66 |
| 8       | David Wise          | 15.00      | 20.00      | 68.00      | 68.00 |

### Superpipe Kobiet
| Pozycja | Zawodniczka         | Przejazd 1 | Przejazd 2 | Przejazd 3 | Wynik |
| ------- | ------------------- | ---------- | ---------- | ---------- | ----- |
|         | Sarah Burke         | 79.00      | 23.33      | 95.33      | 95.33 |
|         | Anaïs Caradeux      | 93.00      | 35.00      | 10.66      | 93.00 |
|         | Devin Logan         | 90.00      | 91.33      | 35.00      | 91.33 |
| 4       | Virginie Faivre     | 85.00      | 86.00      | 87.00      | 87.00 |
| 5       | Keltie Hansen       | 75.00      | 83.00      | 77.33      | 83.00 |
| 6       | Rosalind Groenewoud | 80.00      | 77.66      | 71.33      | 80.00 |
| 7       | Katrien Aerts       | 60.00      | 62.66      | 55.00      | 62.66 |
| 8       | Mirjam Jäger        | 53.33      | 46.00      | 27.33      | 53.33 |

## Snowboard

### Slopestyle Mężczyzn
| Pozycja | Zawodnik          | Przejazd 1 | Przejazd 2 | Najlepszy |
| ------- | ----------------- | ---------- | ---------- | --------- |
|         | Charles Guldemond | 92.00      | 99.33      | 99.33     |
|         | Sebastien Toutant | 98.00      | 36.33      | 98.00     |
|         | Eric Willett      | 96.66      | 11.00      | 96.66     |
| 4       | Mark McMorris     | 95.33      | 38.00      | 95.33     |
| 5       | Seppe Smits       | 89.00      | 93.33      | 93.33     |
| 6       | Ståle Sandbech    | 43.33      | 84.00      | 84.00     |
| 7       | Aleksander Ostren | 80.33      | 17.00      | 80.33     |
| 8       | Peetu Piiroinen   | 71.33      | 77.33      | 77.33     |

### Slopestyle Kobiet
| Pozycja | Zawodniczka     | Przejazd 1 | Przejazd 2 | Przejazd 3 | Najlepszy |
| ------- | --------------- | ---------- | ---------- | ---------- | --------- |
|         | Jamie Anderson  | 95.33      | 52.33      | 53.66      | 95.33     |
|         | Silje Norendal  | 26.00      | 92.33      | 94.00      | 94.00     |
|         | Enni Rukajärvi  | 90.00      | 65.66      | 93.66      | 93.66     |
| 4       | Spencer O’Brien | 86.66      | 93.33      | 81.33      | 93.33     |
| 5       | Cheryl Maas     | 27.00      | 49.00      | 91.33      | 91.33     |
| 6       | Kjersti Buaas   | 88.00      | 20.00      | 20.66      | 88.00     |
| 7       | Sina Candrian   | 70.00      | 79.66      | 42.00      | 79.66     |
| 8       | Jenny Jones     | 51.33      | 77.33      | 76.00      | 77.33     |

### Superpipe Mężczyzn
| Pozycja | Zawodnik            | Przejazd 1 | Przejazd 2 | Przejazd 3 | Najlepszy |
| ------- | ------------------- | ---------- | ---------- | ---------- | --------- |
|         | Louie Vito          | 85.66      | 90.33      | 91.33      | 91.33     |
|         | Iouri Podladtchikov | 91.00      | 13.33      | 24.33      | 91.00     |
|         | Christian Haller    | 11.33      | 26.33      | 90.00      | 90.00     |
| 4       | Matt Ladley         | 10.66      | 18.66      | 85.66      | 85.66     |
| 5       | Greg Bretz          | 30.00      | 83.00      | 67.66      | 83.00     |
| 6       | Jack Mitrani        | 26.00      | 15.33      | 82.33      | 82.33     |
| 7       | Mason Aguirre       | 20.33      | 20.66      | 80.66      | 80.66     |
| 8       | Roger Kleivdal      | 34.00      | 73.00      | 77.66      | 77.66     |

### Superpipe Kobiet
| Pozycja | Zawodniczka        | Przejazd 1 | Przejazd 2 | Przejazd 3 | Najlepszy |
| ------- | ------------------ | ---------- | ---------- | ---------- | --------- |
|         | Kelly Clark        | 92.66      | 34.00      | 59.66      | 92.66     |
|         | Hannah Teter       | 83.00      | 91.00      | 17.00      | 91.00     |
|         | Queralt Castellet  | 89.33      | 17.00      | 36.33      | 89.33     |
| 4       | Kaitlyn Farrington | 80.00      | 24.00      | 81.66      | 81.66     |
| 5       | Kjersti Buaas      | 36.66      | 78.00      | 24.66      | 78.00     |
| 6       | Sophie Rodriguez   | 76.33      | 77.00      | 38.33      | 76.33     |
| 7       | Elena Hight        | 10.33      | 74.00      | 75.33      | 75.33     |
| 8       | Sōko Yamaoka       | 72.33      | 17.66      | 36.00      | 72.33     |

## Klasyfikacja medalowa
| Lp. | Państwo           | złoto | srebro | brąz | razem |
| --- | ----------------- | ----- | ------ | ---- | ----- |
| 1   | Stany Zjednoczone | 4     | 2      | 3    | 9     |
| 2   | Kanada            | 3     | 2      | 1    | 6     |
| 3   | Francja           | 1     | 1      | 0    | 2     |
| 4   | Norwegia          | 0     | 2      | 0    | 2     |
| 5   | Szwajcaria        | 0     | 1      | 1    | 2     |
| 6   | Finlandia         | 0     | 0      | 1    | 1     |
| 7   | Hiszpania         | 0     | 0      | 1    | 1     |
| 8   | Wielka Brytania   | 0     | 0      | 1    | 1     |